# Sausage roll
Il sausage roll è uno spuntino inglese prevalentemente diffuso nelle nazioni del Commonwealth. Si tratta di una salsiccia rivestita da strati di pasta sfoglia che può essere glassata con uova o latte prima di essere cotta. I sausage roll possono essere consumati sia caldi che freddi e, a differenza dei pigs in a blanket americani, non contengono la pancetta.

## Storia
La carne rivestita di pasta ha origini molto antiche e che vengono fatte risalire all'epoca Greca e Romana. Tuttavia, gli involtini di salsiccia noti come sausage roll sembrano essere stati concepiti all'inizio del XIX secolo in Francia, dove veniva preparata una ricetta a base di pasta sfoglia ereditata dal croissant ungherese del tardo XVII secolo. I primi rotoli di salsiccia iniziarono a guadagnare notorietà a Londra nel corso delle guerre napoleoniche e la loro paternità veniva ricondotta agli inglesi. Il Bury and Norwich Post del 20 settembre 1809 menziona i sausage roll in un articolo dedicato a un industrioso venditore di nome T. Ling; l'alimento ricompare in una pagina del Times del 1864, dove si parla di un grossista di torte di maiale e produttore di salsicce di nome William Johnstone, multato per aver conservato nei suoi locali una grande quantità di carne non salutare. Nel 1894 un uomo venne accusato di aver spacciato del pane nero imbevuto di colore ocra, sale e pepe per il companatico dei suoi sausage roll.